# Soubor písní a tanců Javořina
Soubor písní a tanců Javořina vznikl na jaře roku 1961 v Rožnově pod Radhoštěm. Lidovou kulturu valašského regionu předvádí nejen doma v Rožnově pod Radhoštěm, ale i na festivalech po celé České republice a také v zahraničí. 
Nedílnou součástí souboru je vedle taneční složky, kterou vedou manželé Dravečtí, i cimbálová muzika Javořina s primáškou Drahomírou Klimkovou. Cimbálová muzika natočila několik CD, jedno DVD a tradičně připravuje vánoční a velikonoční koncerty. Javořina organizuje každoročně Papučový bál a také dětský den. Od roku 2016 se členové souboru věnují i přípravě malých tanečníků v dětském souboru Podskaláček.

## Repertoár
Soubor interpretuje písně, tance a lidové zvyky vycházející z lidové kultury celého Valašska. V repertoáru má programy na různé náměty, jako jsou regrútské písně, dožínky, zbojnické tance, čardáše z moravsko-slovenského pomezí, pastevecké hry a další. Cimbálová muzika má v repertoáru vánoční a velikonoční koncerty.

### Ocenění
Největšího úspěchu dosáhla v letech 1969 a 1988 na prestižním folklorním festivalu v Dijonu ve Francii, kde se umístila na prvním místě.

## Diskografie

### LP
Cimbálová muzika Javořina - Javořina, Rožnov p. R., 1976, Supraphon

### CD
Cimbálová muzika Javořina - Z obou stran Radhoště, 2004, Stylton
Cimbálová muzika Javořina – Aj, pod Frenštátem, 1991, Stylton
Cimbálová muzika Javořina – Ej hory, hory, 2016, studio ALIAS

### DVD
Soubor písní a tanců Javořina - Sotva sa narodíš, už ti verbíř píše, 2011
Soubor písní a tanců Javořina - Program k 55. výročí založení souboru, 2016